# Kema Puconci
Kema Puconci je slovenski proizvajalec materialov za zaključna dela v gradbeništvu in kremenovih peskov. Začetki segajo v leto 1953, ko je bila v Puconcih zgrajena separacija kremenovega peska. Od takrat pa vse do danes so razvili široko paleto proizvodnega programa, ki zajema nabor gradbenih lepil, industrijskih tlakov, malt, vodotesnih, izravnalnih in fugirnih mas, ob tem pa še sanacijske materiale, proizvodnjo kremenovega peska ter dodatke za beton. Ob drugih specializiranih produktih kot so materiali za izvedbo kopalnice, materiali za izvedbo balkonov in teras, celovito ponudbo dopolnjujejo tudi linije specialnih materialov za sanacijo kapilarne vlage, vodotesne in hitrovezne malte, materiali za sanacijo in zaščito betona ter linija kremenovih peskov primernih za gradnjo in urejanje okolice.
Podjetje, ki v Sloveniji zaposluje 130 delavcev (skupaj s tujino čez 180), je s svojo dejavnostjo preko desetih hčerinskih podjetij prisotna tudi na Hrvaškem, v Srbiji, Bosni in Hercegovini, Češki, Slovaški, Ukrajini, Belorusiji, Bolgariji, Romuniji ter na Madžarskem. Prav tako so ustanovili predstavništvo v Makedoniji in Črni Gori, partnerska podjetja pa imajo tudi v Rusiji in Avstriji. Njihovi materiali so danes vgrajeni praktično po vseh državah južne in jugovzhodne Evrope ter v državah ruskega govornega področja. 
Celovitost proizvodnega programa dopolnjujejo še z osebnim in strokovnim svetovanjem ter s trgovinsko dejavnostjo za potrebe gradbeništva.